# 帯笑園
帯笑園（たいしょうえん）は、静岡県沼津市原にある名勝。江戸時代後期に東海道駿河原宿の植松家により整備された。東海道きっての名園ともいわれた庭園であるが、池や築山、巨石を配して風景を写した一般的な日本庭園とは違い、各所から集められた様々な花や草木を鑑賞することに主眼を置く。

## 概要
帯笑園は、江戸時代から昭和初期にかけて、沼津市原の資産家・植松家が東海道沿いの私有地に代々伝えた庭園。盆栽や鉢物や花壇を中心とする豊富な植物コレクションを四季折々でもっとも美しい状態で鑑賞できるように、当時としては珍しかった温室も備えていた。天皇家をはじめ多くの著名人が訪れ、確認されている文献における言及は1786年（天明6年）に著された『植松叟花園記』にはじまり、1791年（寛政3年）『駿州蘭渓圃記』や、シーボルトの『江戸参府紀行』、1857年から1870年にオランダ領事ポルスブルックが記録した日本報告でも称賛された。
帯笑園の庭は、居宅と、望嶽亭と名付けられた茶室の間の前庭、望嶽亭から奥庭へと続く石畳のアプローチと、奥庭で構成される。望嶽亭を中心に、花壇や盆栽など鉢物の植物コレクションが配置され、西北の借景に富士山を眺めつつ亭の周囲の植物コレクションを楽しむ庭となっていた。代々與右衛門と名乗った植松家当主は園芸を好み、帯笑園では園芸植物の新種や珍種の収集・栽培・展示が行われた。時代とともに増加した植物コレクションのため、花壇を中心とする奥庭が拡張され、斑入り植物等の鉢物の陳列場も増設され、図面が残る江戸時代後期の姿に至ったものと思われる。6代目当主の植松蘭渓は、円山応挙ら京の画家や学者と親交を結び、書画も収集した。園内には岸派の岸駒による虎絵が刻まれた石碑や、絵画が制作された建物・卉僊楼があった。「帯笑園」の名称は1791年（寛政3年）に海保青陵が名づけ、後年、庭の門には高島秋帆が筆を執った木額が掲げられた。園芸と文芸の趣味的な関り、当時の庭の文化的な様相をうかがわせる名所のひとつである。
帯笑園は東海道随一の庭園としてつとに知られることとなり、関係する記録史料は数多く残る。そうした記録によれば、日本各地の様々な階層の人々が立ち寄り、富士山を眺望する庭で草花や書画を話題にひとときを過ごした。趣味を同じくする者の身分を越えた交流が図られる東西文化交流の拠点となり、鉢物や書画等の交換が行われることもあった。江戸時代後期に隆盛した園芸植物の趣味的栽培が育んだ庭園の、地方における展開を示す希少な事例であり、歴史的価値が認められる文化財である。2012年（平成24年）9月19日、文化庁により登録記念物に登録された。21世紀には沼津市の所有地となっている。

## 特色
園内には稀少かつ高価で多様性に富む植物群が並べられており、江戸時代には広く知られた私設植物園だった。このため植松本家は「花長者」と呼ばれていた。
この庭園は江戸時代後期に造られ、芍薬、万年青、松葉蘭、桜草などのほか、各地の珍しい植物が集められ、外国の草花も取り寄せられた。当初は「菊花園」「植松叟花園」と呼ばれていたが、1791年（寛政3年）に儒学者で経世家の海保青陵が「帯笑園」と名付けたとされ、高島秋帆筆の木額が残っている。当時としては珍しい温室もあり、花をその最も良い状態で鑑賞するための工夫もされていた。
庭の中心に「望嶽亭」と名付けられた茶室を設け（現存せず）、そこから見える富士山と庭の眺めを楽しんだという。また、東海道の原宿に面していたことから、街道を行き交う公家、大名、武士、農民、町人も立ち寄って見物し、花や文芸、文化交流を楽しんだ。花壇に植えられた花の品種名や栽培の記録、園記、柱聯、帯笑園を詠んだ詩歌など庭の姿や訪問者たちとの交流の様子を伝える資料が多数残され、当時の庭の有り様を伝えている。庭園を訪れた人物の芳名帳（吟海草帖）には、徳川家茂、井伊直弼、伊藤博文、大正天皇の名前も残されている。
園内には、皆川淇園撰・巻菱湖筆になる庭園の来歴を刻んだ石碑、「望嶽亭」跡の大きな沓脱石、玉石敷の延段、蓮などの栽培のための陶製水盤、石灯ろう、賀茂季鷹（かものすえたか）の歌碑などが残り、園芸に関する豊富な資料も保存されている。
植松家は円山応挙一門、池大雅、岸派らの画人と交友し、多数の作品を収集している。第6代植松季英（蘭渓）の子である第7代植松季興は応挙の弟子となっている。

## 沿革

### 発展

帯笑園を称賛したシーボルト

植松家は1584年（天正12年）に原に土着したとされる。田畑の開墾や植林に励むとともに、金融や商業などにも関わって財を成した。歴代の当主は庭園・園芸・植物への関心が深く、多数の盆栽・草花・庭木など収集に努めた。植松家は「花長者」と呼ばれるようになり、庭園は帯笑園と呼ばれるようになった。
第9代植松季服が書いた『園中之記』によると、後に帯笑園と呼ばれる庭園は天正2年（1574年）に第1代出雲季重によって作庭されたという。しかし、植松家が原に土着した時期を考慮すると天正12年（1584年）以降ではないかとされる。第6代植松蘭渓は円山応挙を介して皆川淇園に園記の作成を依頼している。
1826年（文政9年）、ドイツ人医師のシーボルトは江戸参府の途中に植松家や帯笑園を訪れた。シーボルトは著書『江戸参府紀行』の中で、「今迄日本にて見たるものの中にて、最も美しくまた鑑賞植物に最も豊かなるものなり」と書き、東海一の植物園であると讃えている。

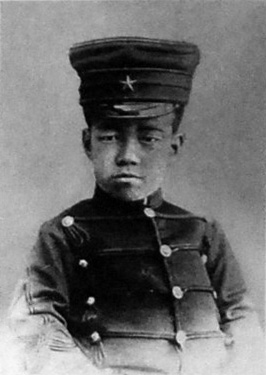
帯笑園に18回訪れた皇太子時代の大正天皇

帯笑園は東海道原宿渡辺本陣に隣接しており、参勤交代で往来する大名の多くが帯笑園を訪れている。大名や公家が帯笑園の植物や鉢物を欲した際には、代わりに書・絵・和歌などを所望して交換した。寛政10年（1798年）以前の記録は焼失して失われたが、以後の記録によると公家や大名、オランダ商館長などの外国人、皇室や皇族などが訪れている。文久3年（1863年）2月には初めて14代将軍徳川家茂が訪れ、帯笑園に松樹1株を手植えした。慶応元年（1865年）5月には再び徳川家茂が訪れており、2度とも将軍から植松家に対して白銀2枚が下賜された。
明治・大正・昭和戦前にかけての時期にも、帯笑園には多くの皇室・後続が訪れた。1893年（明治26年）には沼津御用邸が造られたことで、昭憲皇太后、皇太子時代の大正天皇（嘉仁親王）、貞明皇后などが帯笑園を訪れており、特に嘉仁親王は皇太子時代に18回も訪れており、1895年（明治27年）と1899年（明治32年）には松樹の手植えを行った。1899年（明治32年）にはフランスから取り寄せた松の種を植松家に贈って培養法を伝授した。明治・大正期、原尋常高等小学校の1年・2年児童は遠足で帯笑園・原海岸・片浜などを訪れている。

### 保存活動

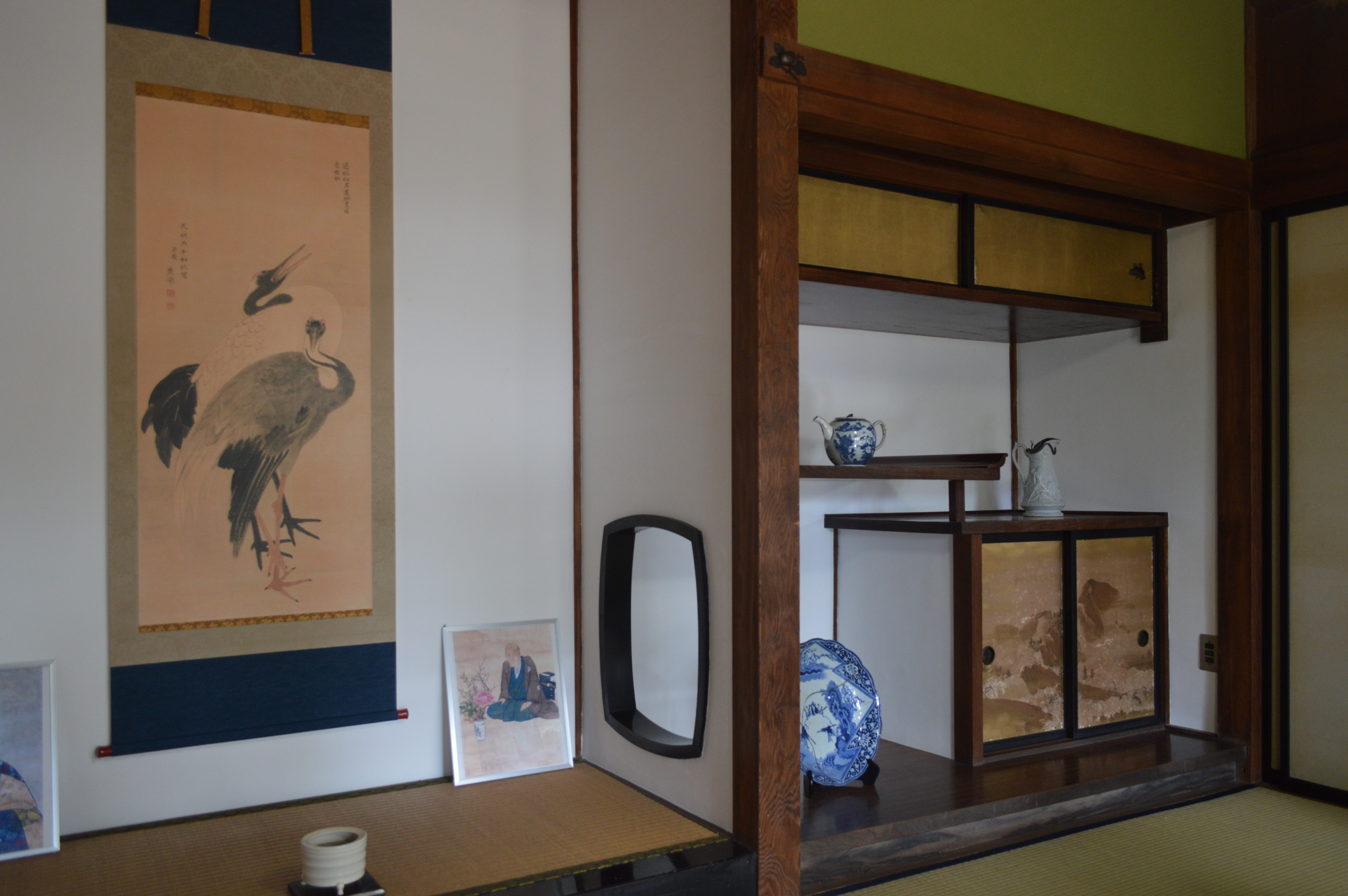
臨春亭の内部

戦後の一時期からは一般公開がなされなくなったため、地元では帯笑園の名前を知らない住民がほとんどとなっていた。1995年（平成7年）には沼津市史編集委員会によって『原宿植松家 日記・見聞雑記』（沼津市叢書3）が翻刻出版され、植松家と帯笑園が再び一般にも知られるようになった。同年2月から4月には三島市の佐野美術館で「東海の名園に遊ぶ 植松家と文人墨客」展が開催され、東京国立博物館に寄贈されている植松家の旧蔵品が展示されたことも、帯笑園の認知度の向上につながった。庭園文化史を専門とする小野佐和子（千葉大学園芸学部）の研究がもとで、2001年（平成13年）12月には連合自治会・原町商工会・原地区コミュニティ推進協議会が主催する講座「再発見 原宿と帯笑園」が開催された。
これらによって帯笑園の保存整備の機運が高まったことから、2003年（平成15年）10月、植松善夫や沼津市議会議員の大場豊重が中心となって帯笑園保存会が設立された。2004年（平成16年）に静岡県で開催されたしずおか国際園芸博覧会（浜名湖花博）では、園芸文化館の中に帯笑園コーナーが設けられた。浜名湖花博の効果で一気に帯笑園の認知度が高まったことで、帯笑園保存会は帯笑園の保存を求める署名運動を行い、沼津市の斎藤衛市長に対して約5000筆の署名を提出した。
帯笑園保存会は毎年4月にサクラソウの鑑賞会と琴の演奏会を開催し、毎月1回の頻度で見学会を実施した。2005年（平成17年）4月には沼津市立図書館で「原宿植松家（帯笑園）所蔵展」が開催され、日本美術史を専門とする日比野秀男（常葉大学）による講演「原宿植松本家（帯笑園）の文化と美術」が開催された。2009年（平成21年）には沼津市が用地取得を開始し、観光スポット化するための整備を開始した。2010年度（平成22年度）には暫定的な整備が行われ、園路・花壇・鉢物の整備棚などが整備された。
近世後期から近代にかけて花卉類の収集・展示の場となった庭園の事例として、2012年（平成24年）9月19日に国の登録記念物（名勝地関係）に登録された。2019年（平成31年）にはトイレが設置され、4月29日に整備完了式典が行われた。

## サロンとして

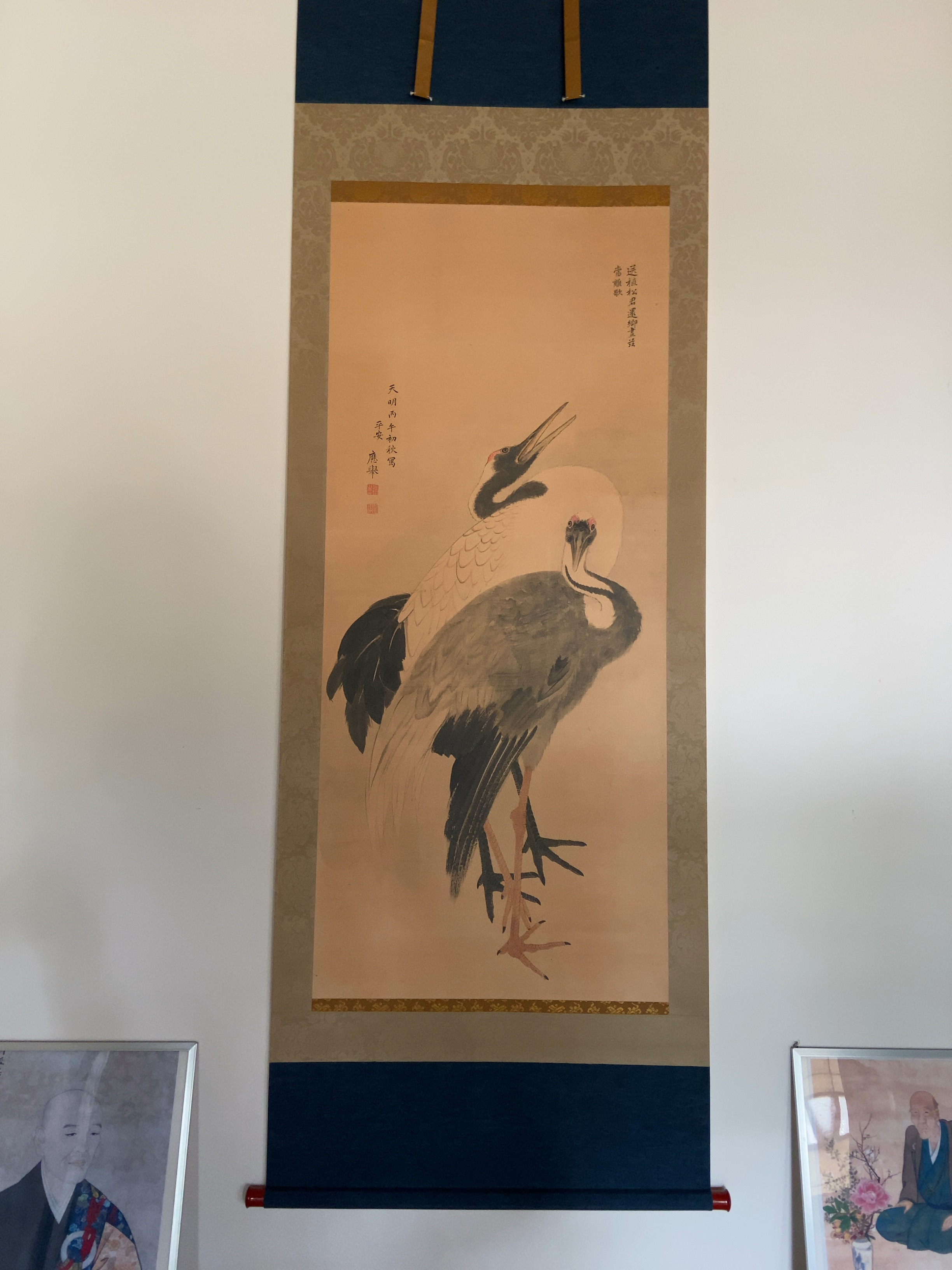
円山応挙筆双鶴図複製（出典：国立文化財機構所蔵品統合検索システム）

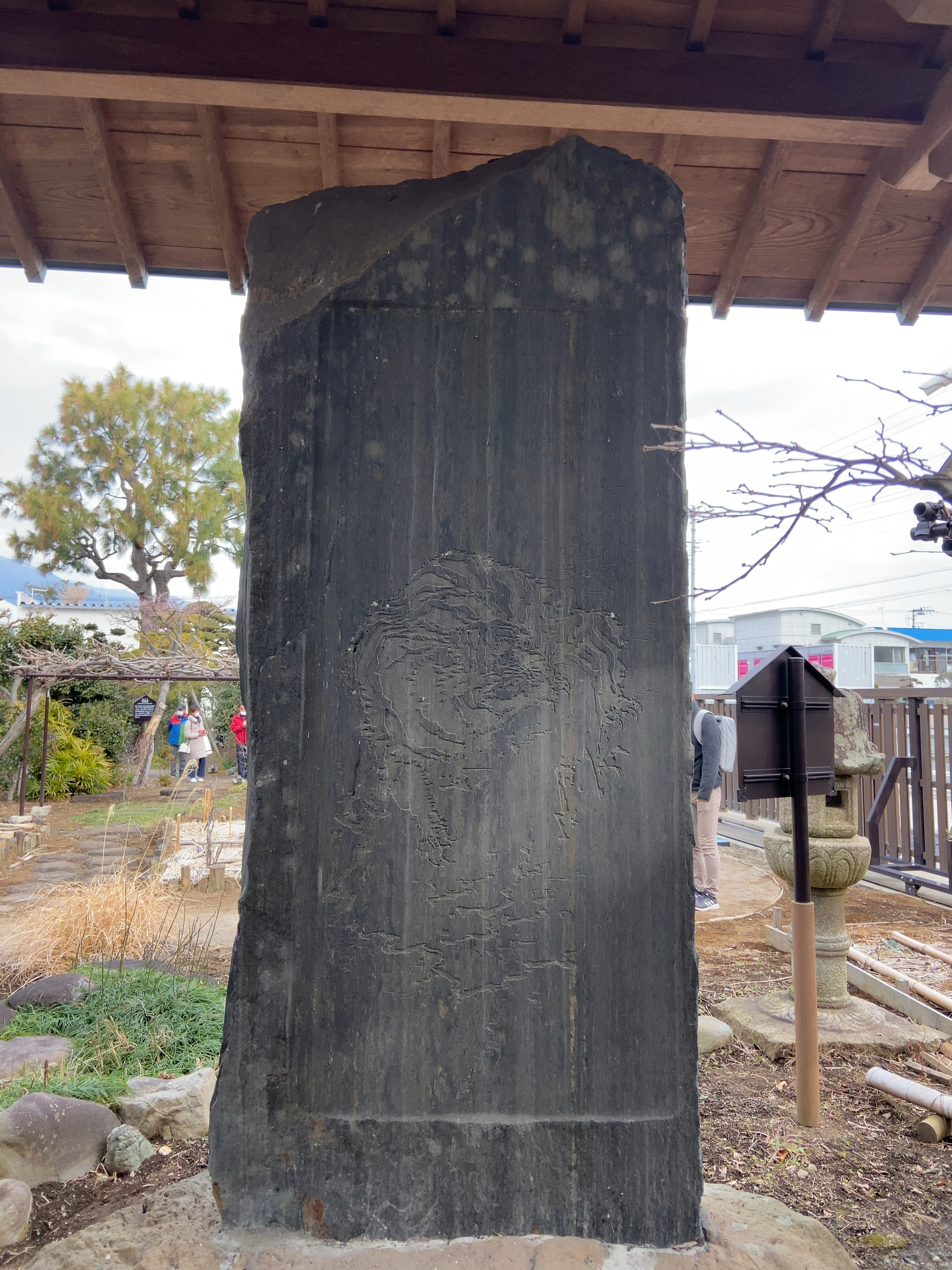
岸駒「うずくまる虎」

蘭渓は、自ら京に上って当時の文化人と交流を持つこともあり、また、原という交通上の立地を生かして、通行する文化人を逗留させて文化を摂取することもあった。蘭渓が14歳のころ、京からやってきた斯経という僧侶が植松家に逗留した。斯経は白隠禅師の下で修業し、植松家もまた白隠禅師とはもとより親交が深かった。やがて斯経が京へ戻ると、蘭渓は京へ頻繁に上るようになる。そして蘭渓は、斯経に近しい高名な文化人とコネクションを持つようになった。まずは斯経と親しく、かつ白隠禅師の門下でもあった池大雅に接近、大雅亡き後は続いて円山応挙に接近、嗣子を弟子入りさせて最終的に応令の画号を承るまでに至った。蘭渓はその後も、駒井源琦、長澤芦雪、呉華、岸駒、そして伊藤若冲、儒学者の皆川淇園とも交流があったこともわかっている。蘭渓は様々な書画を発注し、原へ送らせた。蘭渓は同じくして、趣味が高じて庭園を作ることにも凝っており、上方からも江戸からも珍しい花卉を仕入れて植物園を作った。そして、皆川淇園へ実際に見て中華風の命名をするよう依頼したが、実現しなかった。その後、同じく儒学者の海保青陵が原に泊まった際、蘭渓は彼を引き止めてもてなし、園を案内した。そして青陵により、この植物園は「帯笑園」と命名された。出典は玄宗皇帝と楊貴妃を詠った李白の詩、「清衡調詞其三」による。
原宿本陣の隣に帯笑園があったことから、参勤交代で投宿した大名はこぞって帯笑園を訪れており、芳名帳にその名が残っている。特に彦根藩の藩主は、歴代がこぞって何度となく訪問している。井伊直弼は三回訪問したこと、硯箱を贈ったことがわかっている。1798年以前の記録は火災により焼失したが、それ以降は大名や公家やオランダ商館長、さらに時代が下ると皇室や皇族も記録されている。植松家は家訓により、植物や鉢物を売ることを禁じている。もしも大名や公家がそれらを希望した場合は、献上する代わりに書や絵や絵画を所望した。これにより植松家には様々な文化・情報が収集・交換され、一種の文化サロンのようになっていた。
- 来訪記録のある著名人

西本願寺御門主、木下肥後守、仙石越前守、千種前中納言卿、千種中納言卿、松平信濃守、和歌山藩第10代藩主徳川治宝、紀伊大納言殿、松平土佐守、井伊直弼、池田信濃守政詮

オランダ領事ポルスブルック
- 皇族の訪問

1894年（明治27年）2月18日、皇太子が訪問し、荒馬の松1根を手植した。
1897年（明治30年）1月3日、皇太子は馬に乗って訪問。フランスから取り寄せた松の育て方について訪ねた。

## 植物園として

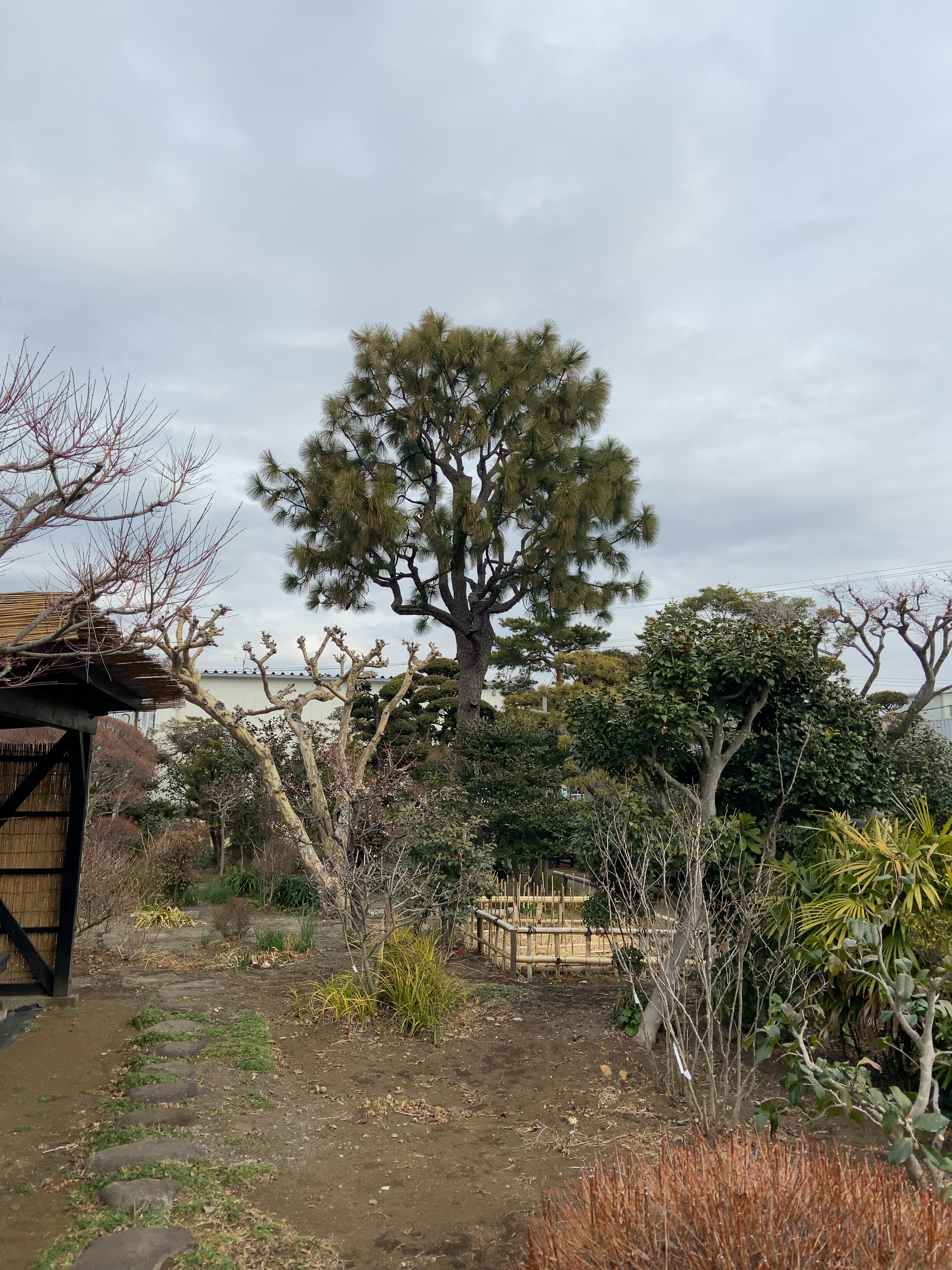
大王松（2022年1月南側から撮影）

### 江戸時代末期
植松家書上の江戸時代末期の帯笑園の絵図では、当時の園内施設として、望嶽亭、万花谷、靄春堂、掬雪亭が描かれている。庭園は、前庭、万花谷、奥庭に分かれる。

#### 前庭
前庭は、池と盆栽と鉢植えや種々の草花の花壇で主に構成され、望嶽亭を南の端に設置している。望嶽亭からは、庭園と共に、富士山を眺めることができる。西側には、万年青や松葉蘭など花壇が設置された。

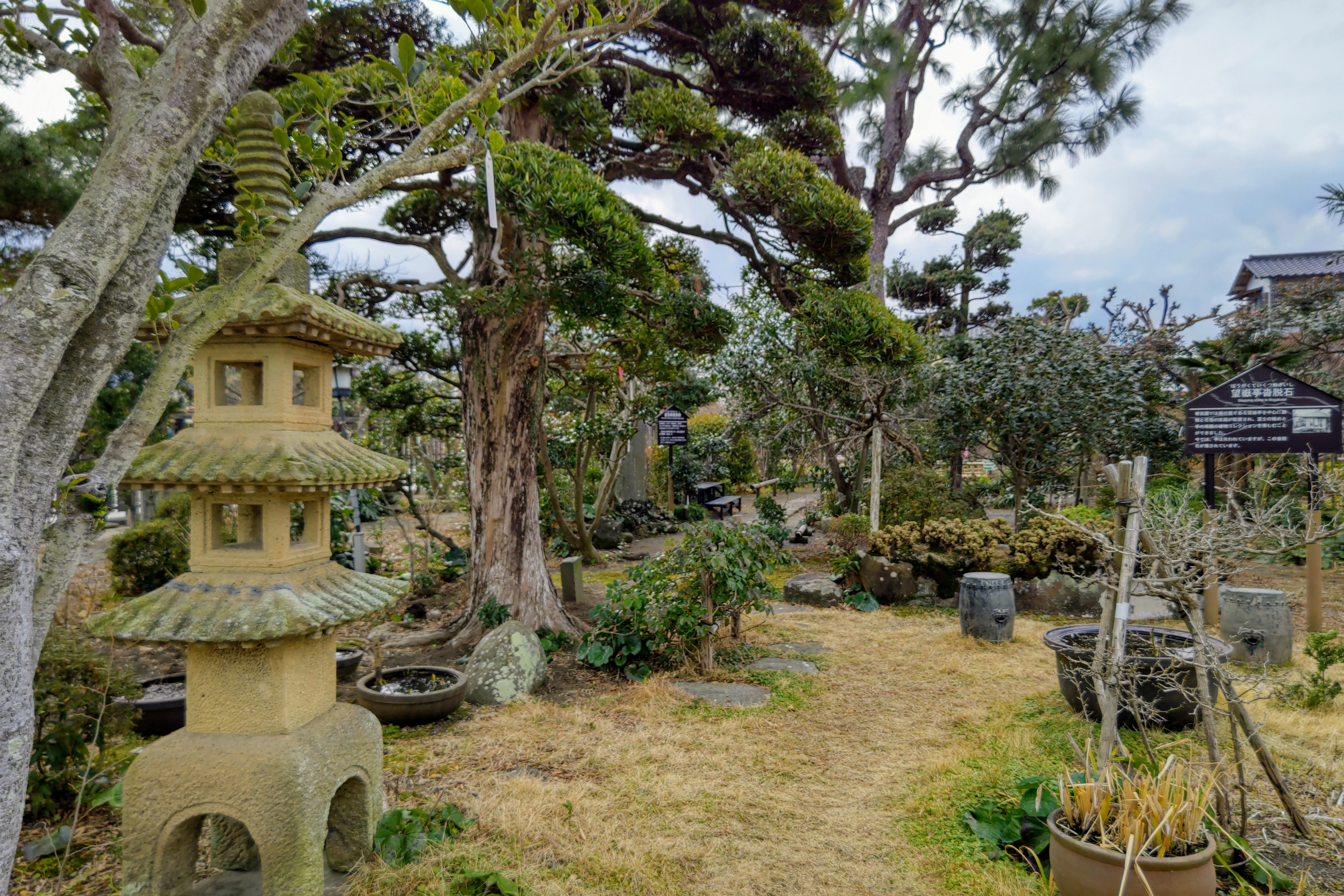
前庭から万花谷への道

#### 万花谷
美しく石を並べたアプローチの両脇には、西側に百合・撫子の花壇、東側に蓮の鉢植えと舶来草花の花壇がある。

#### 奥庭
奥庭の入り口には門があり、浴馨楊を植え込みの中に設置し藤棚やボタン・芍薬の花壇とした。奥の花壇は松を主なものとし、最も奥には掬雪亭と名付けた亭を設けて庭の境界とした。また、東側に靄春堂と名付けた建物を垣で囲た区画とし樹木を含む庭とした。

### 現在
帯笑園の現在の敷地は、江戸後期に描かれた帯笑園絵図と比べると3分の1ほどになっている。現在残っている施設・建造物は、臨春亭、西蔵、居間蔵、植松叟花園記と岸駒の虎の石碑、望嶽亭の沓脱石、両側に植物を配置し石を通路に並べた万花谷がある。

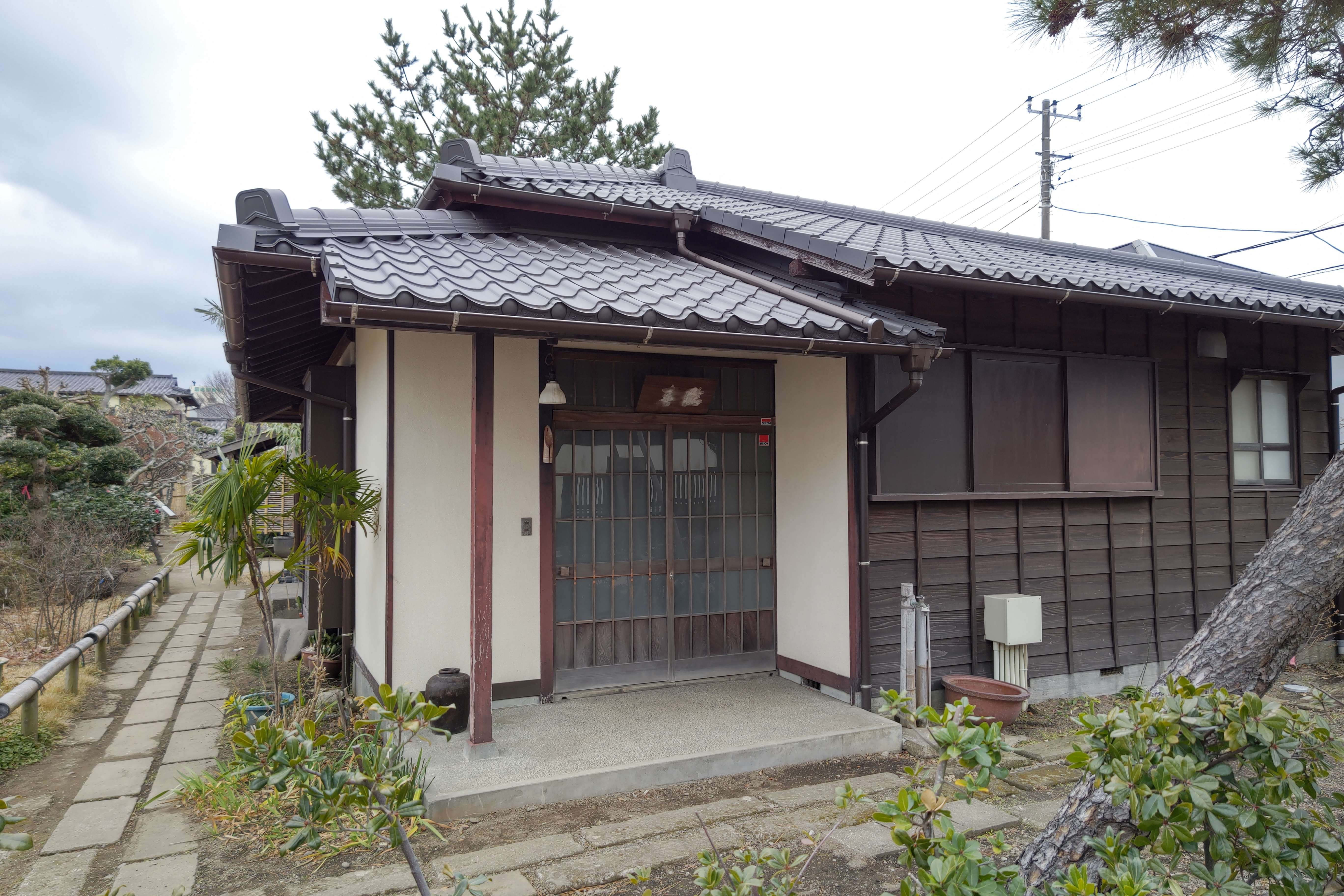
臨春亭

## 植松家の人々

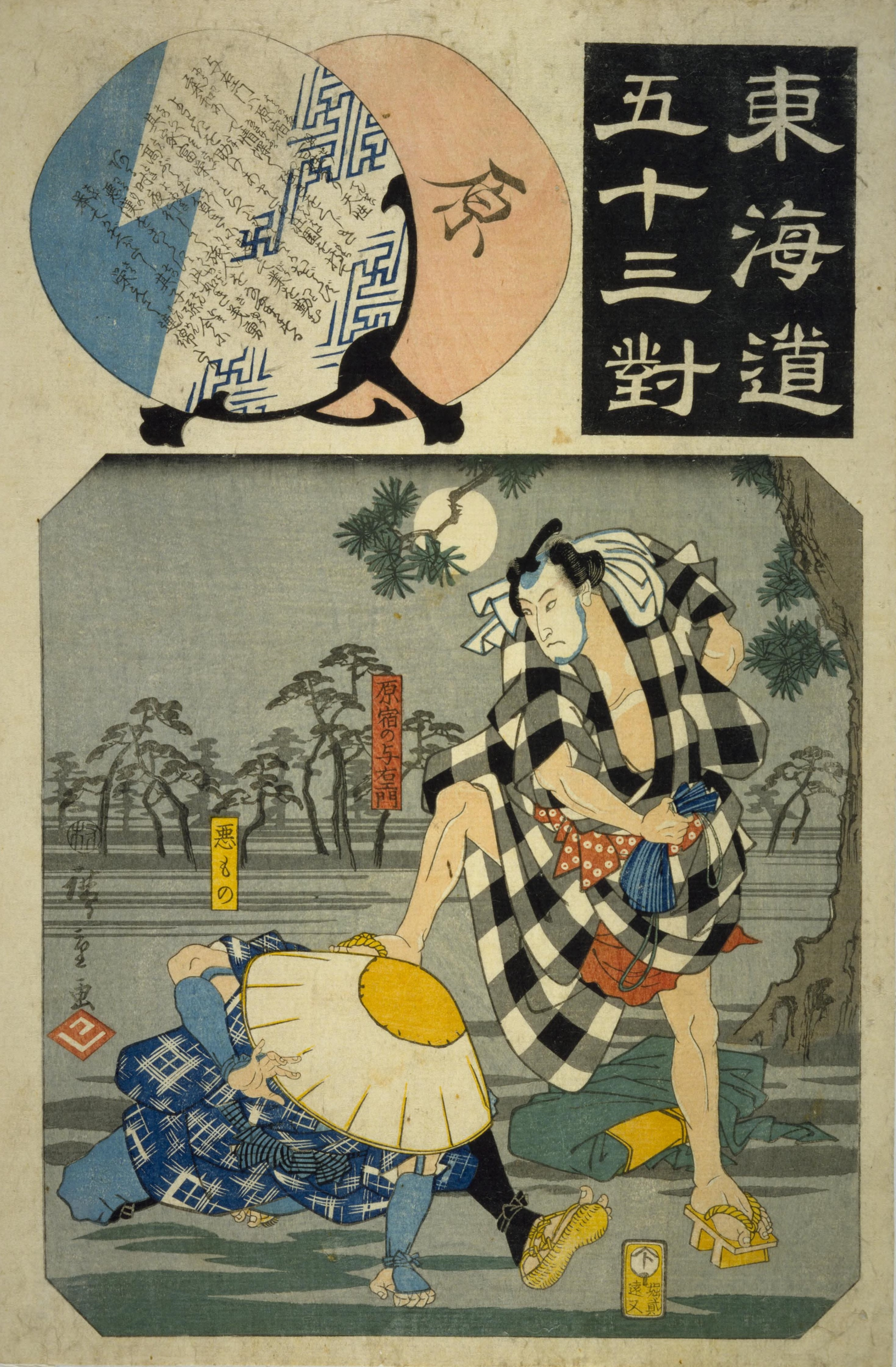
植松与右衛門（歌川広重「「東海道五十三對」『原』）

植松家（うえまつけ）は、江戸時代から続く静岡県沼津市原の名士。武田氏の家臣であった初代出雲季重（？-1623）が、東海道原宿に移住したところから始まる。2代・3代は百姓名の理兵衛、4代以降は与右衛門を名乗っている。
4代逵季（1660-1743）が白隠慧鶴の後援者となり、6代季英蘭溪（1729-1809）が帯笑園を整えたことで知られている。
7代季興（1774-1831）は京の円山応挙に弟子入りし、応令の号を授かった。家督相続のため原に戻ることになった季興に、応挙が「双鶴図」を贈っている。応令の作品として「西王母図」ほか数点が伝わっている。
8代季敬（1807-1886）は、漢詩を頼山陽、画を岸駒、書を巻菱湖に学んだとされ、書扇面が伝わっている。
植松家は、本家・分家・新宅の三つの家系に分かれている。
分家である次郎右衛門家の植松東渚（？- 1806）は国学者であり、1786年（天明６年）『駿州名勝志』を刊行した。
新宅である植松碧の妻・植松ちよ（1901−1984）は、静岡県保母会初代会長を務めた 。

## 開園日時
土曜日、日曜日、祝日の9時～16時
※年末年始（12月29日～1月3日）は休園。

## 交通アクセス
所在地
- 静岡県沼津市原194-4

交通アクセス
- 東海道本線原駅下車後徒歩7分
- 新東名高速道路駿河湾沼津スマートインターチェンジから15分
- 駐車場（5台収容）